# Prusinowo (powiat czarnkowsko-trzcianecki)
Prusinowo – wieś w Polsce położona w województwie wielkopolskim, w powiecie czarnkowsko-trzcianeckim, w gminie Lubasz.

## Historia
Miejscowość pierwotnie związana była z Wielkopolską. Istnieje co najmniej od początku XV wieku. Po raz pierwszy wymieniana w archiwalnym, łacińskojęzycznym dokumencie z 1406 pod nazwą Prussynowo, 1416 Prussinowo, 1418 Prusinowo, 1498 Pruszynowo, 1499 Prusynowo, 1508 Pruszinowo, 1510 Prussinovo, 1510 Pruschynowo, 1577 Prusimowo.
Miejscowość była wsią szlachecką w dobrach czarnkowskich należącą do lokalnej szlachty wielkopolskiej - Lubaskich herbu Przosna, Trąpczyńskich, Sławieńskich, Włościejewskich. W  1495 leżała w parafii Czarnków w powiecie poznańskim Korony Królestwa Polskiego. W 1510 należała do parafii Lubasz.
W latach 1416–1510 właścicielami wsi byli Lubascy. W 1426 jako właściciela odnotowano Michała Lubaskiego, a w latach 1418-1437 jego synów Jana oraz Wojciecha Lubaskich. W 1495 Jarosław II Lubaski zapisał swojej żonie Beacie po 60 grzywien posagu oraz wiana m.in. na połowie Prusinowa wraz z całym folwarkiem oraz na dworze, domu i na połowie stawu w tej wsi. W 1497 Mikołaj Lubaski sprzedał Mikołajowi Sławieńskiemu 3 łany osiadłe we wsi z zastrzeżeniem prawa wykupu za 30 grzywien oraz za kopę groszy. W 1498 połowę wsi wraz z jednym łanem w Lubaszu Lubaski sprzedał Wojciechowi Trąmpczyńskiemu za 60 grzywien.
W 1499 wieś znalazła się w wykazie zaległości podatkowych. W 1508 miał miejsce pobór z części należącej do Mikołaja Sławieńskiego od 3 półłanków, a z części Hieronima Lubaskiego od 5 półłanków. W 1510 pobrano podatki od 5 półłanków, części należącej do Wojciecha Trąmpczyńskiego  oraz z części Mikołaja Sławieńskiego od 5 półłanków. W 1510 w Prusinowie odnotowano 10 łanów, 5 zagrodników oraz karczmę. W 1563 miał miejsce pobór od 4,5 łana oraz z karczmy dorocznej. W 1577 pobór zapłacił Maciej Włościejewski. W 1580 pobór od 9 półłanków, 6 zagrodników, 3 komorników oraz niewielkiej roli karczmarskiej zapłacił Maciej Włościejewski.
W 1580 miejscowość położona była w powiecie poznańskim województwa poznańskiego w Rzeczypospolitej Obojga Narodów. W latach 1975–1998 miejscowość należała administracyjnie do województwa pilskiego.
Po rozbiorach Polski miejscowość znalazła się w zaborze pruskim.
Zobacz też: Prusinowo, Prusinowo Wałeckie